# Kleber Romero
Kleber Romero (nacido el 14 de febrero de 1976) es un exfutbolista brasileño que se desempeñaba como centrocampista.
Jugó para clubes como el Consadole Sapporo.

## Trayectoria

### Clubes
| Club              | País  | Año  |
| ----------------- | ----- | ---- |
| Consadole Sapporo | Japón | 1999 |

## Estadística de carrera

### J. League
| Club              | Año   | J. League | J. League | Copa J. League | Copa J. League | Total | Total |
| Club              | Año   | Part.     | Goles     | Part.          | Goles          | Part. | Goles |
| ----------------- | ----- | --------- | --------- | -------------- | -------------- | ----- | ----- |
| Consadole Sapporo | 1999  | 1         | 0         | 0              | 0              | 1     | 0     |
| Total             | Total | 1         | 0         | 0              | 0              | 1     | 0     |